# Toowong
Toowong est un quartier de Brisbane, dans le Queensland, en Australie.
Il est situé à l'ouest de Centre d'affaires de Brisbane et sa partie est borde le fleuve Brisbane.